# 皮圖什基夫
50°38′49″N 25°47′38″E / 50.64694°N 25.79389°E
皮圖什基夫（烏克蘭語：Пітушків），是烏克蘭西北部的村莊，隸屬里夫內州的杜布諾區。該村始建於1577年，面積9.92平方公里，海拔高度216米，2001年人口539，人口密度每平方公里54.3人。